# Parisi (Britannia)
La tribù romano-britannica dei Parisi, stanziata negli attuali Yorkshire orientale e nell'Humberside (Britannia, odierna Gran Bretagna), viene tradizionalmente considerata come una parte della tribù gallica dei Parisi, stanziati nell'odierna regione dell'Île-de-France. Secondo Barry Cunliffe, i Parisi britannici altro non sarebbero, quindi, che una colonia di quelli gallici. Alcuni di loro potrebbero infatti essersi recati in Britannia dopo che Gaio Giulio Cesare aveva sedato la rivolta rivolta anti-romana capeggiata nel 52 a.C. da Vercingetorige e alla quale i Parisi avevano partecipato insieme ai Suessioni. È però più plausibile pensare che costoro avessero colonizzato già in precedenza parte dell'isola, forse anche prima della migrazione dei Belgi.